# Ultrogothe
Ultrogothe ou Ultrogotha, morte après 558, est une reine des Francs.

## Biographie
Nommée Vulthrogotha par Grégoire de Tours et Vltrogotho par Fortunat, elle est la reine de Childebert Ier, « roi de Paris », et la mère de deux filles restées anonymes (leurs noms Chrodoberge et Chrodesinde provenant de documents faux et tardifs). Jules Dubern affirme sans preuves qu'elle était « espagnole », c'est-à-dire wisigothe. Ultrogotha est un anthroponyme féminin d'origine germanique orientale comportant notamment l'élément gotha (« Gothe »). Ultrogothe était vraisemblablement d'origine wisigothique, ostrogothique, voire burgonde.
À la mort de Childebert en 558, son frère Clotaire Ier s'empare de son royaume et fait main basse sur le Palais de la Cité à Paris où se trouvent les trésors royaux et la famille du défunt. Il condamne alors Ultrogothe et ses deux filles à l'exil, d'après Grégoire de Tours.
Elle repose en l'abbaye de Saint-Germain-des-Prés avec ses enfants et son mari.
En 580, selon Grégoire de Tours, l'ancien référendaire de la reine Ultrogothe, Ursicinus, est choisi par l'évêque de Cahors Maurilio pour lui succéder.